# 亞歷山卓暨全非洲希臘正教牧首區
亞歷山卓暨全非洲希臘正教牧首區（希臘文：Πατριαρχεῖον Ἀλεξανδρείας καὶ πάσης Ἀφρικῆς）是一個東正教自主教會，與君士坦丁堡、安條克以及耶路撒冷並列為四大古典正教會牧首區。其主教座位於埃及亞歷山卓。
亞歷山卓希臘正教牧首區起源自451年迦克墩公會議引發的教派分裂。當時多數亞歷山卓的科普特信徒另組亞歷山大科普特正教會，其為東方正統教會的一支。現今亚历山大牧首是狄奧多羅斯二世，座堂為亞歷山卓的聖母領報主教座堂。